# 187 Strassenbande
Die 187 Strassenbande (kurz 187) ist eine Hip-Hop-Gruppe aus Hamburg. Sie besteht aus den Rappern Bonez MC, Gzuz, LX, Maxwell und Sa4, dem Produzenten Jambeatz sowie den Sprayern Frost und Track. Sie wird wegen sexistischer und gewaltverherrlichender Texte kritisiert.

## Geschichte
Gegründet wurde die 187 Strassenbande im Jahr 2006 um Bonez MC in Hamburg. Dieser lernte Gzuz auf einem Basketballplatz Mitte der 2000er-Jahre in Hamburg kennen.

„Zu der Zeit fingen wir an zu rappen. Wir nannten uns anfangs gemeinsam Bonez, weil wir beide so dürr waren, dass man unsere hervorstehenden Knochen sehen konnte. Gzuz hat die Rap-Sache damals aber noch nicht ernst genommen, weswegen ich mir erst mal alleine einen Namen gemacht habe.“

Musikalisch geprägt wurde die Gruppe zur Entstehungszeit vor allem vom damaligen Berliner Deutschrap um Bushido, Frauenarzt und Sido. Nach und nach stießen die Rapper AchtVier, Hasuna, LX, Maxwell, Mosh36 und Sa4 sowie der Produzent Jambeatz zur Gruppe.
Nach zwei selbst veröffentlichten Samplern in den Jahren 2009 und 2011 konnte sich mit Krampfhaft kriminell von Bonez MC im November 2012 erstmals ein Album in den deutschen Charts platzieren. Im folgenden Jahr verließen AchtVier und Mosh36 die Bande.
Während einer mehrjährigen Freiheitsstrafe wegen Raub und Körperverletzung von Gzuz spielte der Rest der Crew die Free Gzuz Tour. 2014 folgte das Kollaboalbum High & hungrig von Bonez MC und Gzuz, mit dem die Gruppe erstmals in den Top 10 der deutschen Albumcharts landete. Nach der Ende Januar 2015 erfolgten Veröffentlichung von Der Sampler 3, der Platz zwei in Deutschland erreichte, folgte eine ausgebuchte Deutschlandtournee. Auch das Kollaboalbum Obststand von LX und Maxwell konnte sich im Juni 2015 in den Top 5 in Deutschland platzieren. Im Jahr 2015 begleitete die 187 Strassenbande die US-amerikanische Hip-Hop-Gruppe Wu-Tang Clan bei ihrer Deutschland-Tournee als Vorgruppe. Am 27. Mai 2016 erschien das Kollaboalbum High & hungrig 2 der Mitglieder Bonez MC und Gzuz. Das Album erreichte die Chartspitze in Deutschland und für über 200.000 Verkäufe in Deutschland Platinstatus.
Am 9. September 2016 veröffentlichte Bonez MC zusammen mit RAF Camora das Kollaboalbum Palmen aus Plastik. Das Album sowie der 2018 veröffentlichte Nachfolger Palmen aus Plastik 2 sorgten nicht nur für den kommerziellen Durchbruch der beiden Rapper, sondern auch der 187 Strassenbande als Ganzes. Bonez MC und RAF Camora gelang es darüber hinaus, den „Deutschrap-Sound“ zu revolutionieren und „nie dagewesene[…] Erfolge im deutschen Rap“ zu erreichen. Für die Alben und zugehörigen Lieder wurden beide Rapper mit zahlreichen Preisen, Goldenen und Platin-Schallplatten ausgezeichnet, die drei Singles Palmen aus Plastik, Ohne mein Team und 500 PS erreichten jeweils für über eine Million Verkäufe Diamantstatus in Deutschland.
Der vierte Sampler der Gruppe erschien am 18. Juli 2017 und konnte sich auf Platz eins in Deutschland, Österreich und in der Schweiz platzieren, obwohl das Album lediglich drei statt sieben Verkaufstage hatte, da es an einem Dienstag veröffentlicht wurde. Das Album stellte in der ersten Verkaufswoche darüber hinaus zwei neue Streaming-Rekorde auf dem Portal Spotify auf. Mit 22,9 Millionen Streams überflügelte Sampler 4 sowohl den bisherigen Rekordhalter für internationale Künstler Ed Sheeran, der mit seinem Album ÷ 22,1 Millionen Streams in Deutschland nach sieben Tagen erreichte, als auch den deutschen Rekordhalter Bushido, der mit dem Album Black Friday 14,6 Millionen Streams in der ersten Woche erzielte. Darüber hinaus erhielt das Album in Deutschland eine Platin-Schallplatte und in Österreich eine Goldene Schallplatte.
Am 14. Mai 2021 erschien der bis auf ein Lied komplett von dem Produzenten-Duo The Cratez produzierte Sampler 5, der ebenfalls die Spitzenpositionen der Albumcharts in Deutschland, Österreich und der Schweiz erreichen konnte. Am 27. Mai 2022 veröffentlichten drei Mitglieder der 187 Strassenbande gleichzeitig ihr jeweils zweites Studioalbum: LX Wazabi, Maxwell Kein Plan und Sa4 Organisiert. Alle drei Alben konnten sich in den Top 10 der deutschen Albumcharts platzieren (Wazabi: #3, Kein Plan: #4, Organisiert: #6).

## Namensgebung
187 ist die Nummer des Paragrafen im Strafgesetzbuch von Kalifornien, in dem Mord behandelt wird. Jugend- und andere Gangs haben die Zahl aufgegriffen und benutzen sie als Drohung. Nachdem sie auch in Liedern oder Filmen wie 187 – Eine tödliche Zahl vorkam, wird sie heute in der Jugendsprache verwendet.
Der Name der Band wird nicht „Einhundertsiebenundachtzig“, sondern „eins, acht, sieben“ ausgesprochen.

## Musikstil
Die Gruppe ist dem Genre Gangsta-Rap zuzuordnen. Sie arbeitet unter anderem mit Musikern wie RAF Camora, Kontra K, Hanybal, Xatar, Azad, Olexesh, Ufo361, Trettmann und Capital Bra zusammen.

## Mitglieder

### Derzeitige Mitglieder

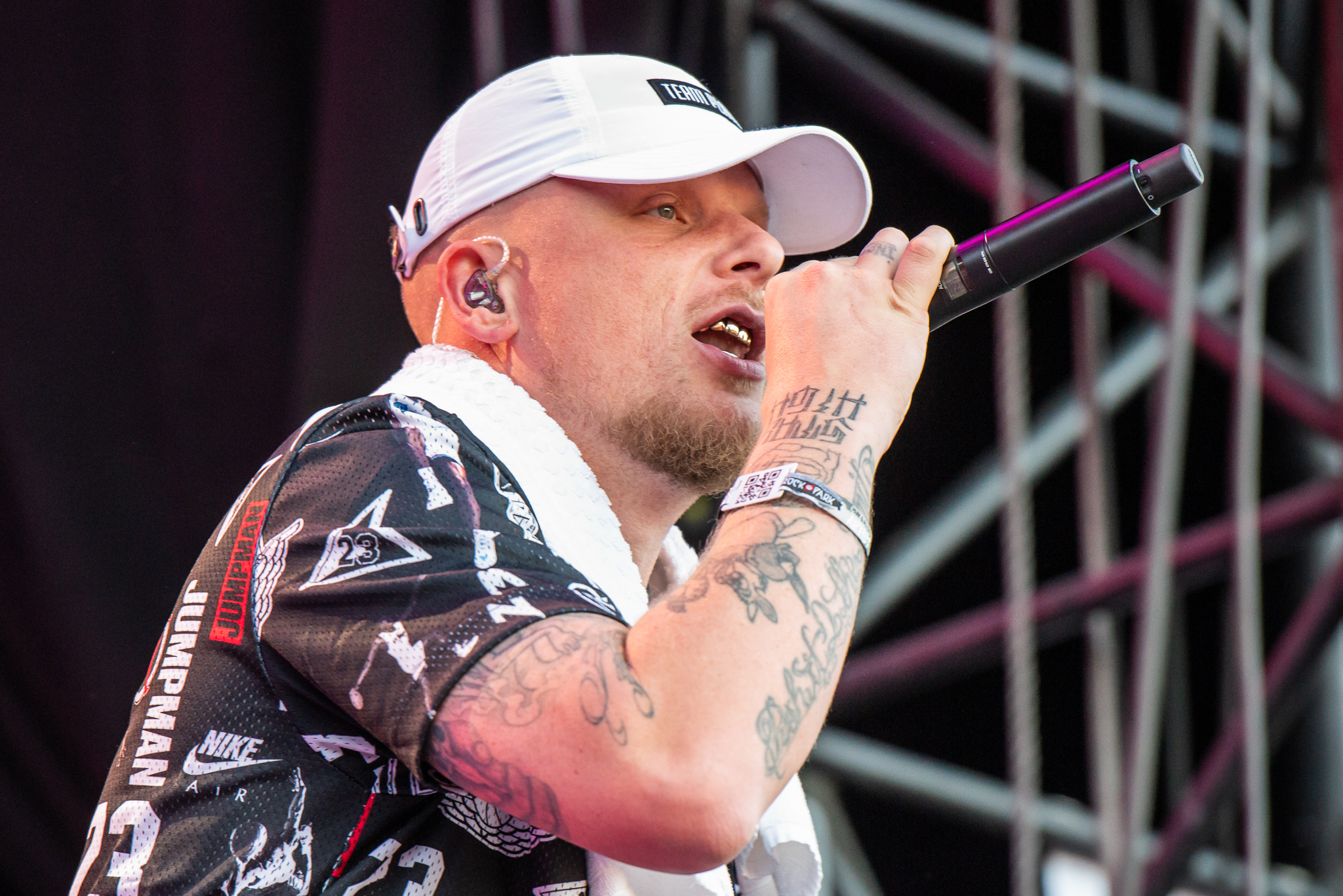
Bonez MC
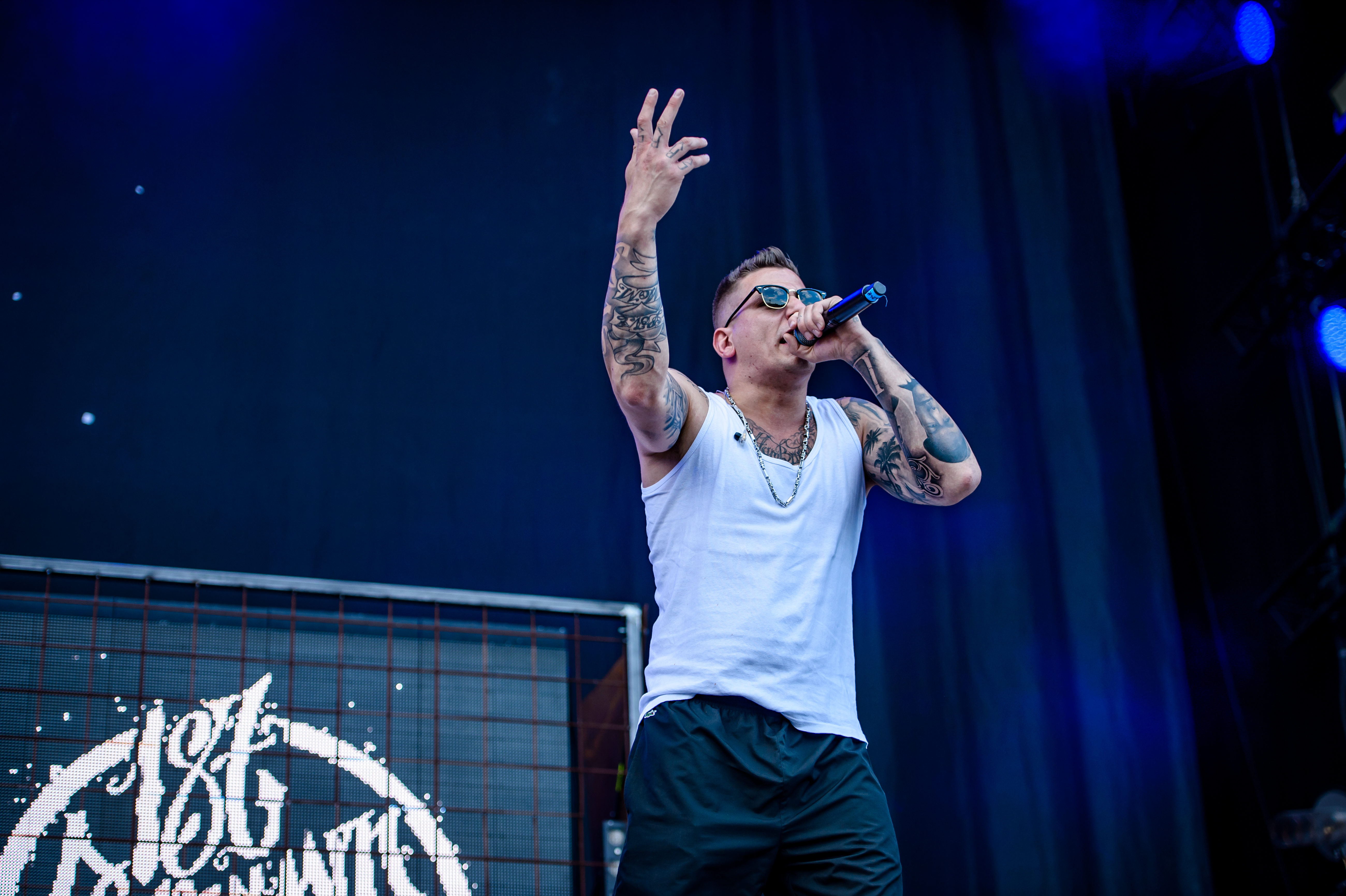
Gzuz
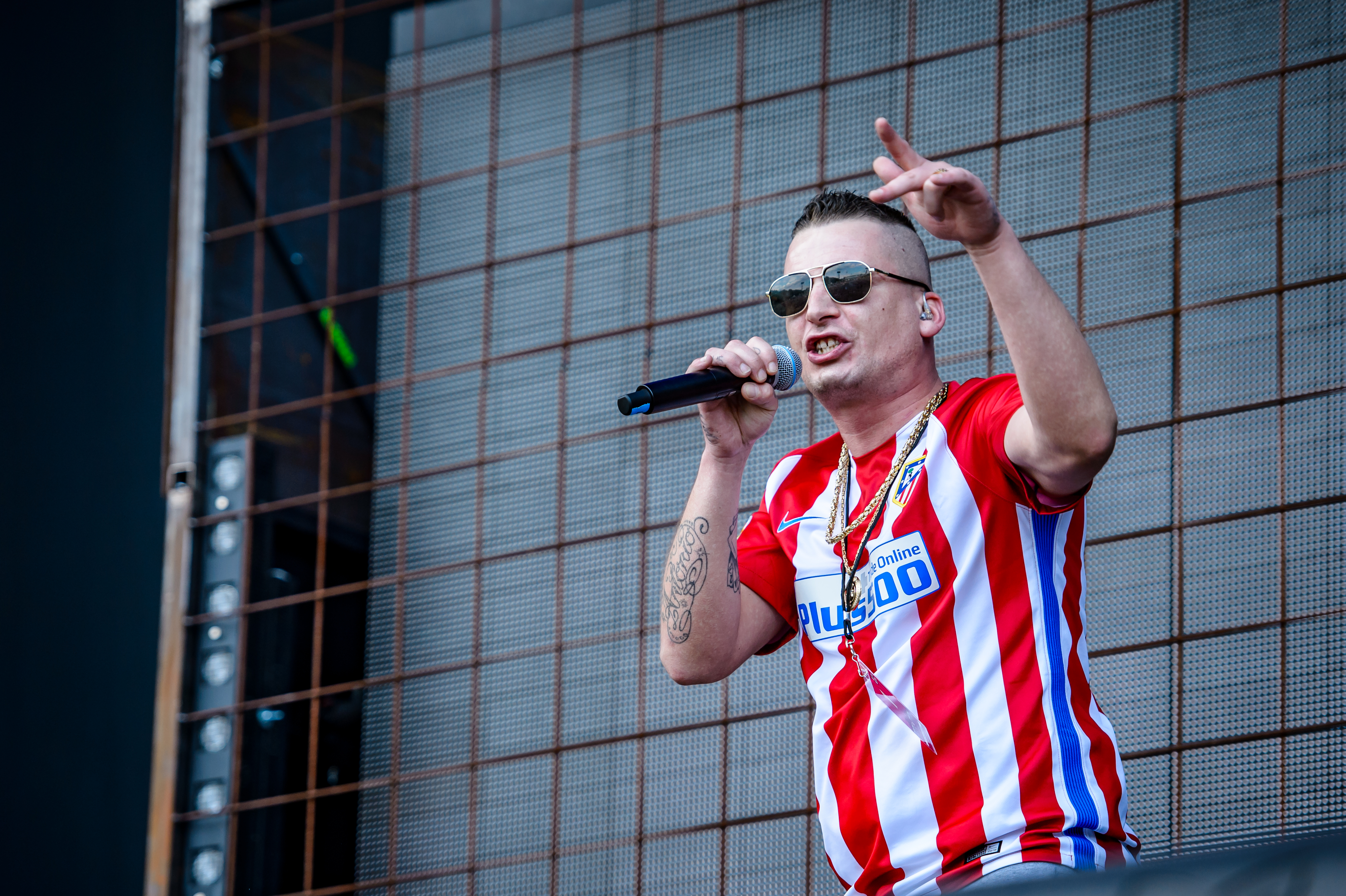
LX
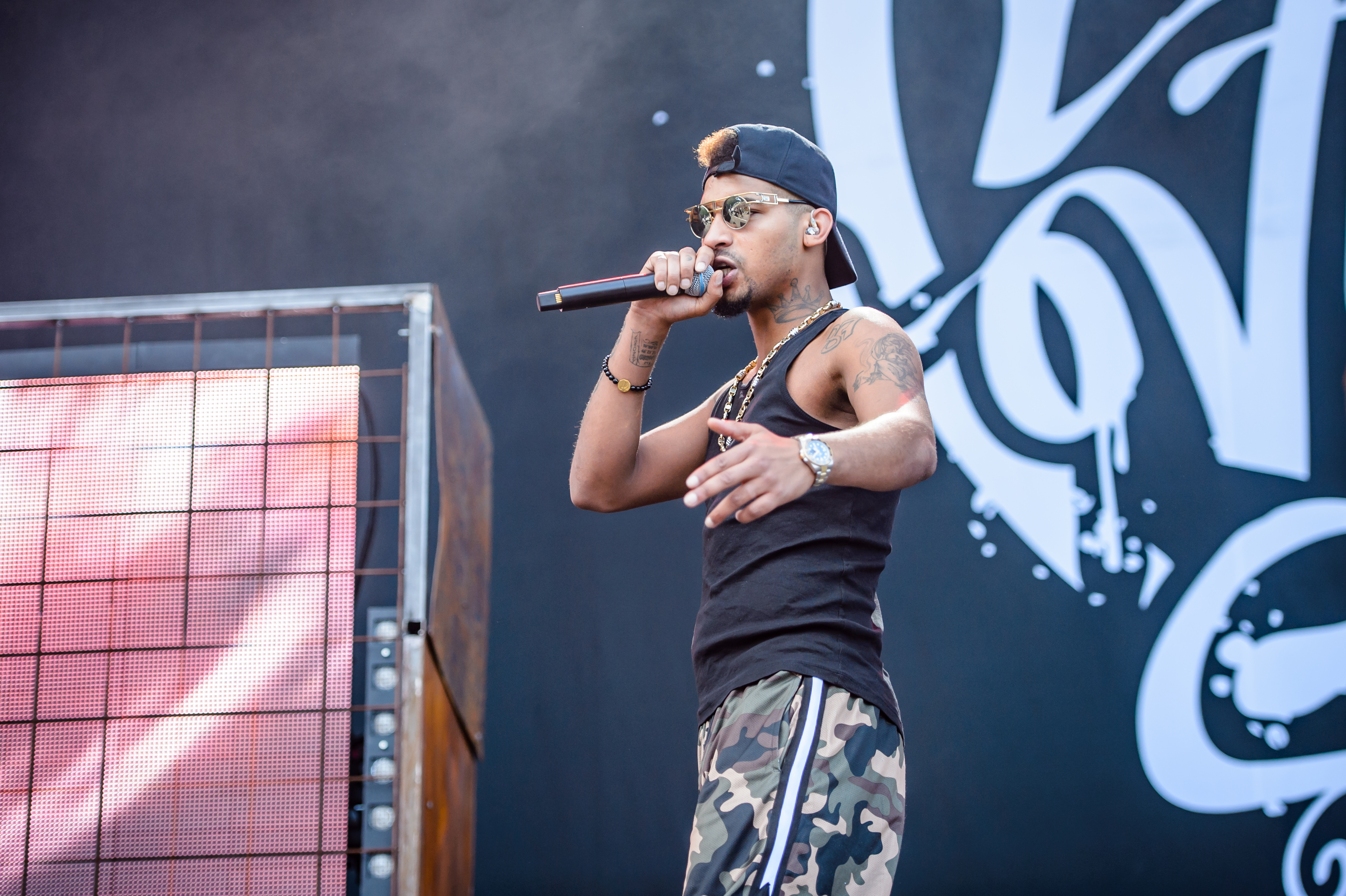
Maxwell
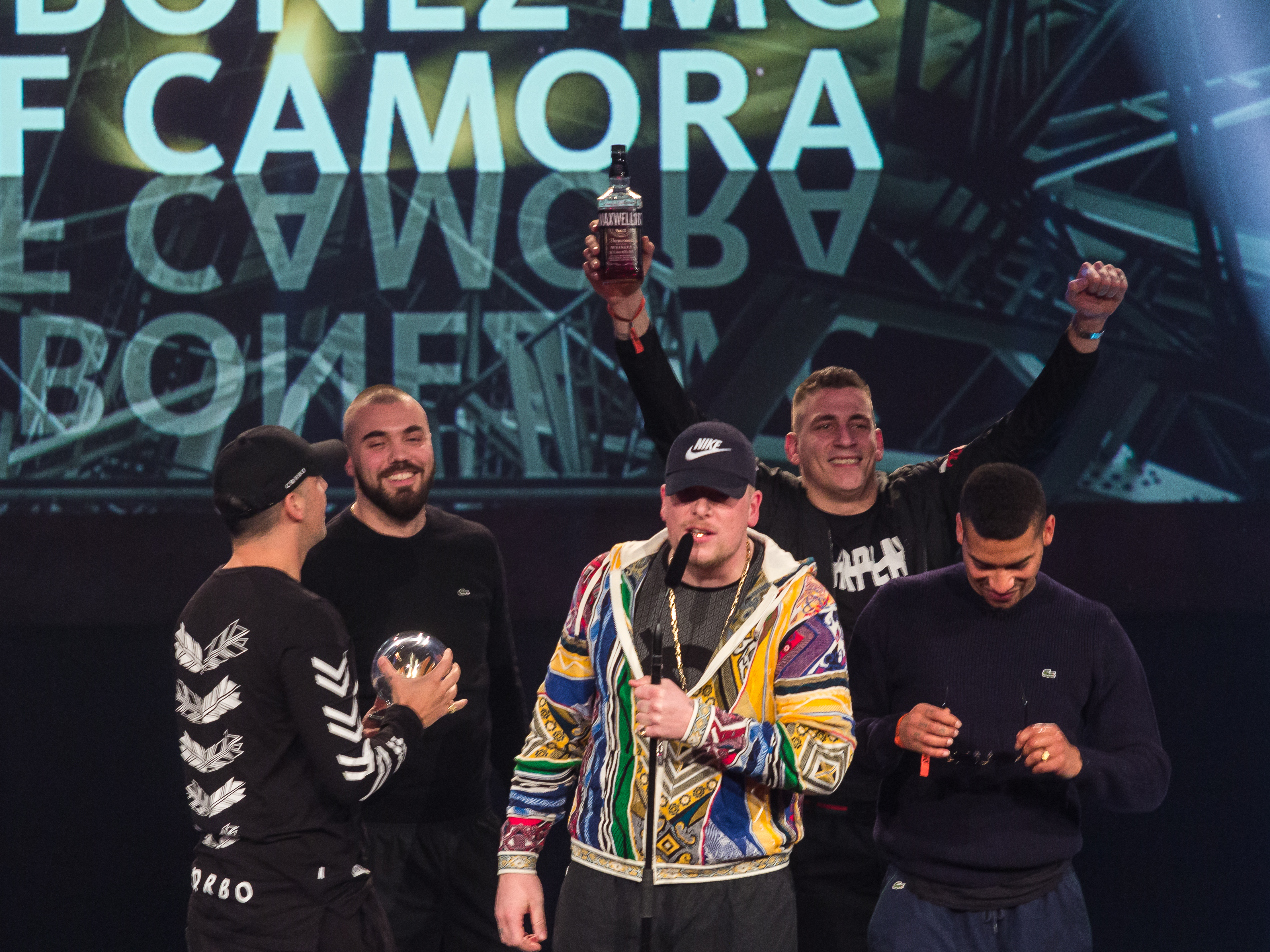
Sa4 (zweiter von links)

### Ehemalige Mitglieder
Der Berliner Rapper Mosh36 war bis 2013 Teil der Crew, die Trennung von AchtVier wurde im Dezember 2013 bekannt. Hasuna war noch auf dem dritten Sampler vertreten und ist seit 2015 kein Teil der 187 Strassenbande mehr.

## Kontroversen
Die Gruppe steht wegen in Teilen frauenverachtender, gewaltverherrlichender und homophober Texte in der Kritik. 2018 protestierten Lokalpolitiker gegen einen Auftritt in Rottenburg, beim Sommerfestival der Universität Paderborn wurde 187 Strassenbande im gleichen Jahr ausgeladen.
Die Mitglieder der Gruppe sind teilweise erheblich vorbestraft. So wurde Gzuz bereits 13 Mal wegen Straftaten verurteilt. Auch andere Mitglieder sind insbesondere wegen Körperverletzungs- und Drogendelikten vorbestraft. Am 11. April 2018 durchsuchte die Polizei wegen des Verdachts von Verstößen gegen das Betäubungsmittel- und Waffengesetz 20 der Formation zugerechnete Objekte. Hierbei wurden neben 20.000 Euro mutmaßlichem Dealgeld, Datenträgern, Cannabis und Kokain auch diverse Waffen wie Elektroschocker, Messer sowie Schreckschusspistolen beschlagnahmt. Das Gruppenmitglied Gzuz bringt seine Ablehnung der Polizei durch ein Tattoo mit dem Text „Fuck Cops“ zum Ausdruck.

## Diskografie
Sampler

| Jahr | Titel Musiklabel                                    | Höchstplatzierung, Gesamtwochen, AuszeichnungChartplatzierungen (Jahr, Titel, Musiklabel, Platzierungen, Wochen, Auszeichnungen, Anmerkungen, Besetzung) | Höchstplatzierung, Gesamtwochen, AuszeichnungChartplatzierungen (Jahr, Titel, Musiklabel, Platzierungen, Wochen, Auszeichnungen, Anmerkungen, Besetzung) | Höchstplatzierung, Gesamtwochen, AuszeichnungChartplatzierungen (Jahr, Titel, Musiklabel, Platzierungen, Wochen, Auszeichnungen, Anmerkungen, Besetzung) | Anmerkungen                                             | Besetzung                                 |
| Jahr | Titel Musiklabel                                    | DE | AT | CH | Anmerkungen                                             | Besetzung                                 |
| ---- | --------------------------------------------------- | --- | --- | --- | ------------------------------------------------------- | ----------------------------------------- |
| 2009 | 187 Strassenbande Hamburg Crhyme Records (RTD • FR) | — | — | — | Erstveröffentlichung: 10. Juli 2009                     | AchtVier, Bonez MC, Gzuz, Mosh36 & Sa4    |
| 2011 | Der Sampler II Toprott Muzik (TM)                   | — | — | — | Erstveröffentlichung: 21. Januar 2011                   | AchtVier, Bonez MC, Gzuz, Mosh36 & Sa4    |
| 2015 | Der Sampler 3 187 Strassenbande (Distri)            | DE2 (3 Wo.)DE | AT16 (1 Wo.)AT | CH18 (1 Wo.)CH | Erstveröffentlichung: 30. Januar 2015                   | Bonez MC, Gzuz, Hasuna, LX, Maxwell & Sa4 |
| 2017 | Sampler 4 Auf!Keinen!Fall! (UMG)                    | DE1 ×3Dreifachgold · (73 Wo.)DE | AT1 Gold · (40 Wo.)AT | CH1 (13 Wo.)CH | Erstveröffentlichung: 17. Juli 2017 Verkäufe: + 307.500 | Bonez MC, Gzuz, LX, Maxwell & Sa4         |
| 2021 | Sampler 5 Vertigo Records (UMG)                     | DE1 (15 Wo.)DE | AT1 (18 Wo.)AT | CH1 (13 Wo.)CH | Erstveröffentlichung: 13. Mai 2021                      | Bonez MC, Gzuz, LX, Maxwell & Sa4         |

## Auszeichnungen
Hiphop.de Awards
- 2015: „Beste Gruppe national“[25]